# 레포르토보 터널

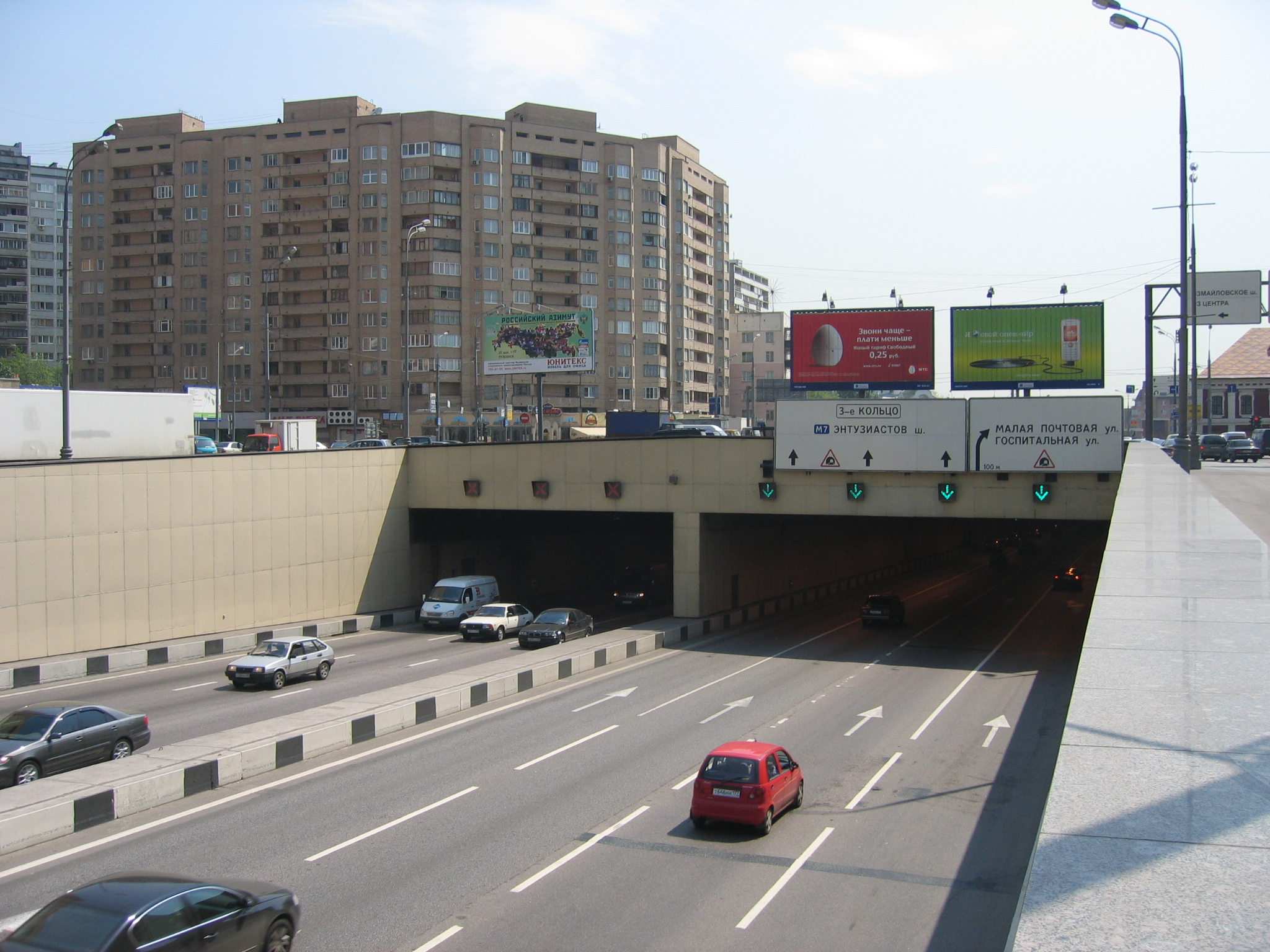
터널 입구

레포르토포 터널(러시아어: Лефортовский тоннель)은 러시아의 모스크바에 있는 터널로 유럽의 도시에 있는 터널 중에서는 세 번째로 길다. 2003년 개통되었으며 길이는 약 3km이다.
이 터널은 운전자들 사이에서 '죽음의 터널'로 불리는데, 이는 터널 안을 가다 보면 어느 특정한 한 지점에서 집중적으로 일어나는 교통 사고 때문에 죽음의 터널로 불린다. 실제로 이 터널은 모스크바를 흐르는 강을 통과하는데, 이 강의 물이 조금씩 터널 쪽으로 새어 나오며, 이 때문에 추운 날씨에 물이 노출되어 얼어 버린다. 실제로 2005년 겨울 기준, 이 터널 내부의 온도는 -38도를 기록하였다.
또한, 이 터널을 통과하는 차량의 운전자들이 거의 모두 과속을 일삼기 때문에(어떤 운전자는 시속 220km로 달렸음), 교통사고가 많이 일어난다.